# طلال خميس
طلال خميس اليماحي (مواليد 20 يونيو 1995، لاعب كرة قدم إماراتي يجيد اللعب كحارس مرمى مع نادي العروبة.